# Z 23000
Ne doit pas être confondu avec Z 4300.
Les Z 23000 sont des automotrices de la Compagnie du chemin de fer métropolitain de Paris (CMP). Elles sont commandées à partir de 1934 pour assurer la desserte de la ligne de Sceaux en banlieue sud de Paris, fortement modernisée et électrifiée en 1937. Uniquement constituées de motrices, toutes identiques, les Z 23000 constituent la première génération de matériel automoteur moderne conçu pour le futur métro régional, qui ne sera créé que quarante ans plus tard sous le nom de réseau express régional. Elles demeurent indissociables de cette ligne, plus connues durant leurs cinquante ans de service sous le nom d'« automotrices Z ».

## Histoire
Dans la continuité du plan Langevin de 1929, la Compagnie du chemin de fer métropolitain de Paris (CMP) conçoit en 1930 un matériel ferroviaire moderne, adapté à une desserte péri-urbaine fiable et performante. Contrairement aux matériels du métro, ces automotrices sont à grand gabarit ferroviaire, et équipées de pantographes, pour le captage du courant continu 1500 V par caténaire.
Les « automotrices Z » ont été commandées en plusieurs fois. Une première tranche en 1934 aux Forges et ateliers de constructions électriques de Jeumont. Une seconde commande est passée en 1937, une troisième en 1942, une quatrième en juin 1950. La mise en service commercial de ce matériel s'est déroulée, tout comme les livraisons, en plusieurs fois, entre novembre 1937 et décembre 1938 (pour les deux premières séries), sur la ligne de Sceaux, qui venait d'être radicalement modernisée et électrifiée. Deux ultimes commandes eurent lieu en 1959 pour 21 motrices et en 1961 pour 25 autres ; ce sont donc 150 « automotrices Z » qui ont été construites sur une période de près de trente ans.
Une particularité concerne les 14 motrices commandées par le PO, par ailleurs identiques aux autres : numérotées 23451 à 23464 à leur mise en service, elles sont devenues Z 3401 à 3414 à la réforme SNCF de 1950, puis 23401 à 23414 à leur cession à la RATP en 1964.
Les Z 23000 ont également joué un rôle après l'intégration de la ligne de Sceaux à la ligne B du RER en 1977, prolongée dans un premier temps jusqu'à la gare de Châtelet - Les Halles. Elles reçurent à cette occasion des améliorations techniques. En effet, la ligne comporte en sens sud-nord une pente de  40 ‰. Les ingénieurs de la RATP les testèrent sur la ligne A dans la descente entre Saint-Germain-en-Laye et Le Vésinet en pente de 35 ‰. À la suite de ces essais, pour éviter tout incident en l'absence de freinage électrique, les roues à bandage ont été remplacées par des monobloc et les freins à triple valve par des freins à distributeur. À la montée, devant la difficulté de redémarrer en cas d'arrêt, la mise en service de la gare de Saint-Michel - Notre-Dame a été différée tant que les Z 23000 étaient en service. De ce fait, elle n'a été ouverte qu'en 1988, onze ans après le tronçon Luxembourg-Châtelet. De toutes façons, ce matériel, conçu pour le courant 1500 V continu, était inutilisable sur le tronçon nord de la ligne à partir de la gare du Nord, l'électrification du réseau Nord de la SNCF étant réalisée en courant alternatif 25 k V 50 Hz. C'est pour cette raison que les Z 8100 (ou MI 79 dans la dénomination RATP), bitension, ont été commandées.
À l'arrivée des MS 61 en 1967, la RATP a modifié la composition des éléments, initialement formés de deux motrices attelées dos à dos (avec attelage classique). Des éléments de trois automotrices sont devenus le nouvel élément de base comme les MS 61. La motrice intermédiaire a été déséquipée de son attelage automatique pour être attelée aux deux autres. Plus tard, l'arrivée des MI 84 a entraîné la formation d'éléments de quatre motrices pour obtenir l'équivalent des éléments MI 79. On avait ainsi trois automotrices avec la même orientation et la quatrième en orientation inverse. Faute de parc suffisant, quand les MI 79 ont remplacé temporairement les MS 61 défaillants du RER A, les Z 23000 ont été réorganisées en rames à sept caisses (quatre + trois) pour augmenter le nombre de rames disponibles. Cet épisode commencé en septembre 1982 a cessé en avril 1983 avec la reconstitution d'éléments tous à quatre caisses qui dureront jusqu'à la fin.

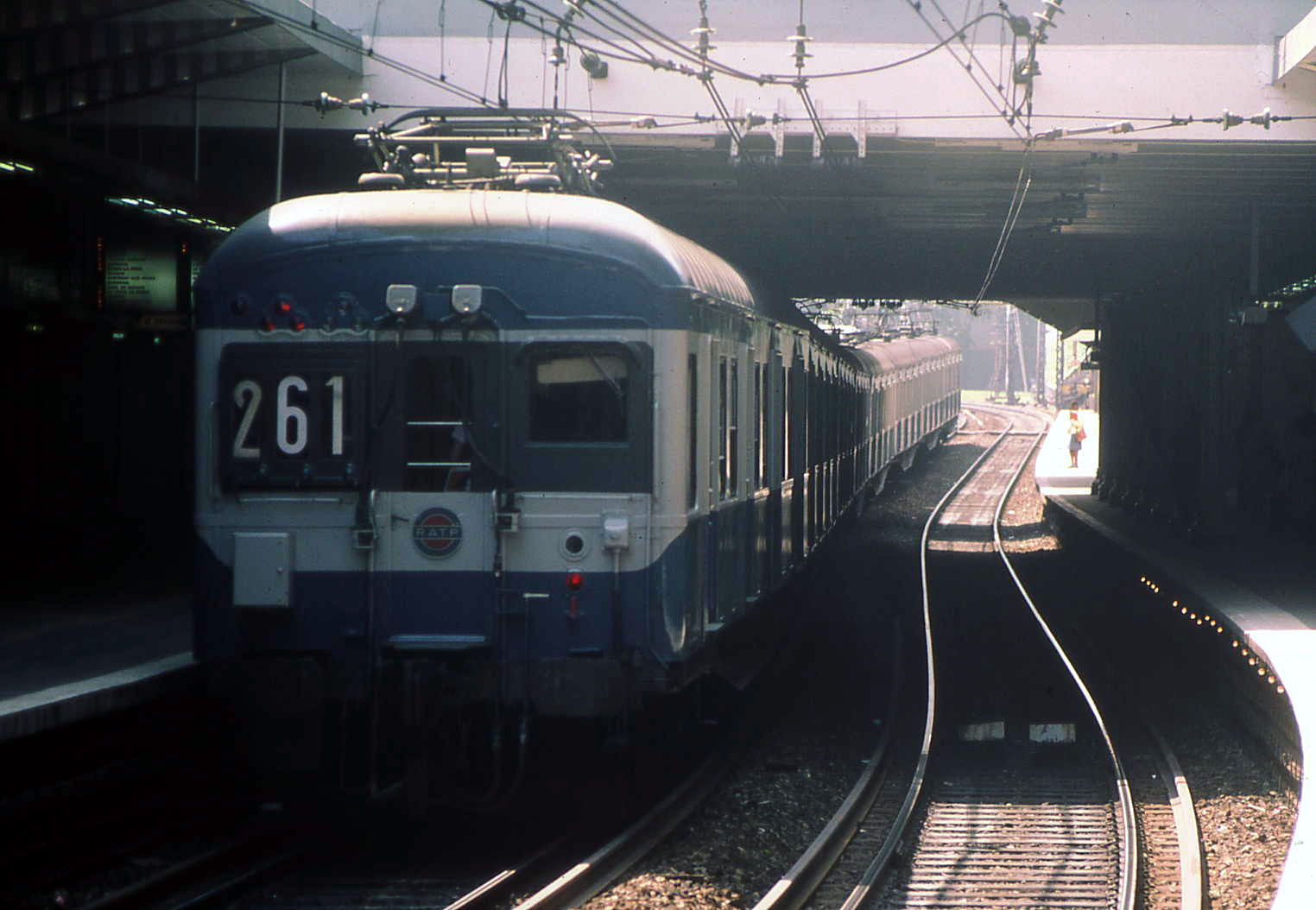
Rame de deux fois quatre motrices Z 23000 à la gare de Denfert-Rochereau.

Au 1er mars 1984, les éléments étaient constitués de quatre sortes de motrices :
- 23221 à 259 : 2e classe, intermédiaire, sans attelage automatique ;
- 23260 à 281 et 291 à 305 : 1re/2e classe, intermédiaire, sans attelage automatique ;
- 23282 à 290 et 311 à 356 : 1re/2e classe, extrémité, cabine avec VACMA et attelage automatique ;
- 23306 à 310 et 401 à 414 : 1re/2e classe, extrémité, sans VACMA mais avec attelage automatique.

Cette récapitulation ne tient pas compte de l'amortissement des 23234 et 251 détruites lors d'un bombardement en 1944, de la 23266 en 1970 longtemps garée sur le faisceau de Massy - Palaiseau, des 23223, 264 et 290 accidentées en juin 1983 à Villebon-sur-Yvette.
Ne pouvaient circuler en ligne que les rames équipées de la VACMA à chaque extrémité. Une partie des éléments disposaient de la VACMA à chaque bout mais ne circulant qu'aux heures de pointe, ils n'étaient pas engagés en ligne seuls. Ils facilitaient cependant la formation des rames en pouvant y prendre place côté Paris ou côté banlieue.
La réforme des « Z » commence en 1984. Les MS 61 utilisées sur la ligne A du RER connaissent d'importants problèmes dus à leur trop forte utilisation. Quelques MI 79 sont alors détachées vers le RER A. Bien que leur réforme fût prévue dès 1983, les automotrices Z continuèrent d'assurer leur service, utilisées au maximum des possibilités lors du rude hiver de 1985. En effet, les MI 79 étaient nombreuses à être en panne (la neige s'infiltrant par les dessous de caisse et créant des courts-circuits) alors que les Z, de conception plus ancienne, ne souffraient pas des conséquences du temps neigeux. Pendant ces hivers rigoureux, c'est aussi une rame Z qui faisait la navette de nuit entre Port-Royal et le sud de la ligne pour dégivrer le double fil de contact de la caténaire.
La dernière automotrice Z circule le 27 février 1987, soit cinquante ans après l'apparition de ce matériel sur la ligne de Sceaux. Sa dernière mission voyageurs, sous code LOTA, ira de Gare du Nord à Orsay-Ville.
Après son retrait du service, des circulations occasionnelles ont eu lieu en 1990 et en 1994.
| Nombre | Numérotation | Compagnie | Commande       | Constructeur                  | Livraison         | Spécificité                                                               |
| ------ | ------------ | --------- | -------------- | ----------------------------- | ----------------- | ------------------------------------------------------------------------- |
| 21     | Z 23221-241  | CMP       | 1934           | Decauville (Corbeil)          | 16 novembre 1937  | pantographe CEM, livrée bleu canard encadrements portes 1re classe rouges |
| 24     | Z 23242-265  | CMP       | 1934           | CFMCF (Maubeuge)              | 1937              | «                                                                         |
| 12     | Z 23266-277  | CMP       | 1934           | CGC (Saint-Denis)             | 1937              | «                                                                         |
| 4      | Z 23278-281  | CMP       | 1937           | CFMCF (Maubeuge)              | ?                 | «                                                                         |
| 14     | Z 23451-464  | PO        | 1937           | CFMCF (Maubeuge)              | 3 décembre 1938   | «                                                                         |
| 5      | Z 23282-286  | CMP       | 1942           | Brissonneau et Lotz (Aytré)   | 1947              | pas de compartiment poste, livrée vert extérieur                          |
| 10     | Z 23287-296  | CMP       | 1942           | Brissonneau et Lotz (Aytré)   | 1949              | «                                                                         |
| 14     | Z 23297-310  | RATP      | 20 juin 1950   | CIMT (Marly-lez-Valenciennes) | 11/1952 à 04/1953 | pantographe Faiveley et tubes fluorescents au lieu des lustres            |
| 21     | Z 23311-331  | RATP      | 2 octobre 1959 | CIMT                          | 1961              | encadrements de fenêtres arrondis, baies montées sur caoutchouc           |
| 25     | Z 23332-356  | RATP      | 1961           | CIMT                          | 1962              | «                                                                         |

## Caractéristiques

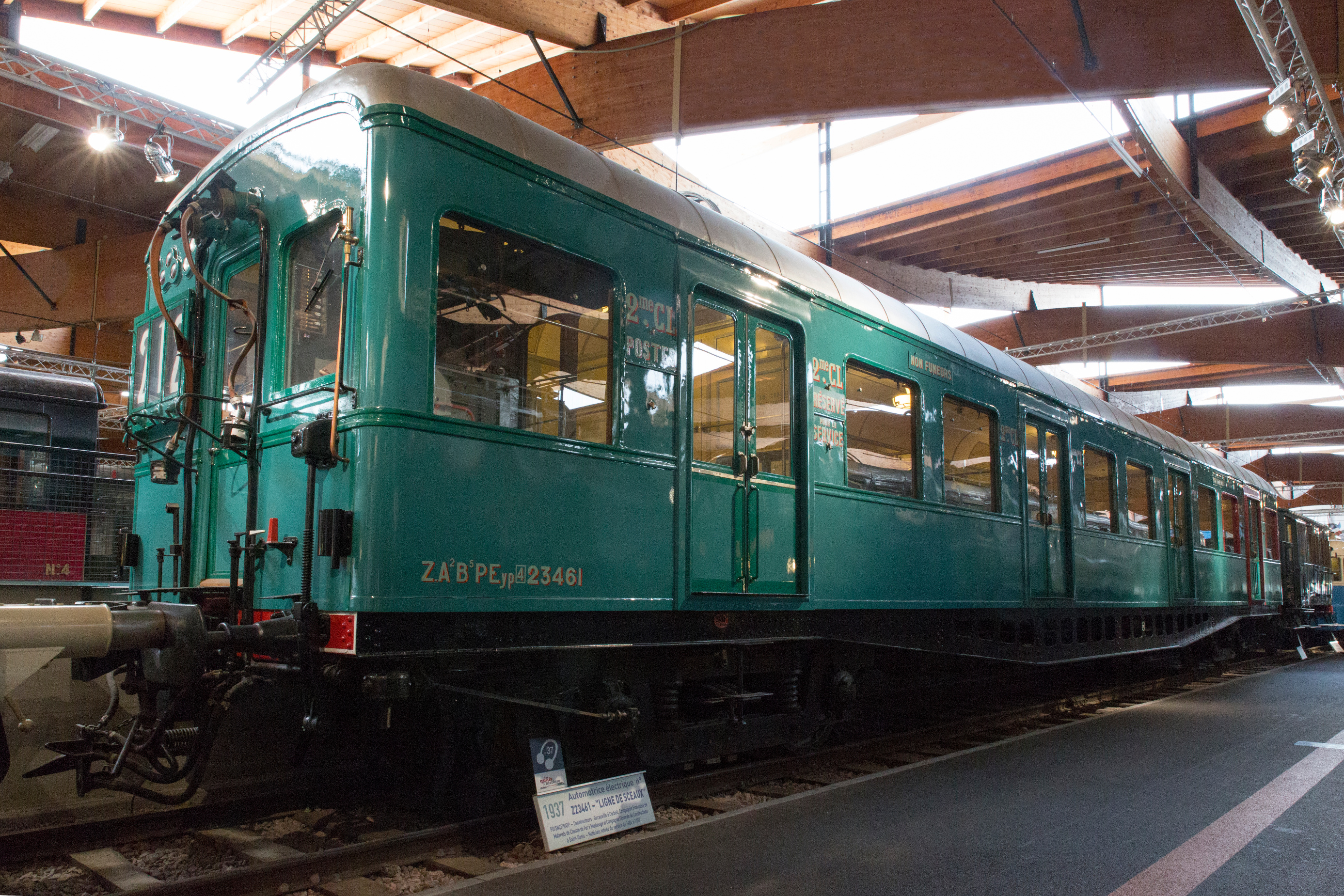
La Z 23461 SNCF préservée à la cité du train de Mulhouse, dans sa livrée bleu canard.

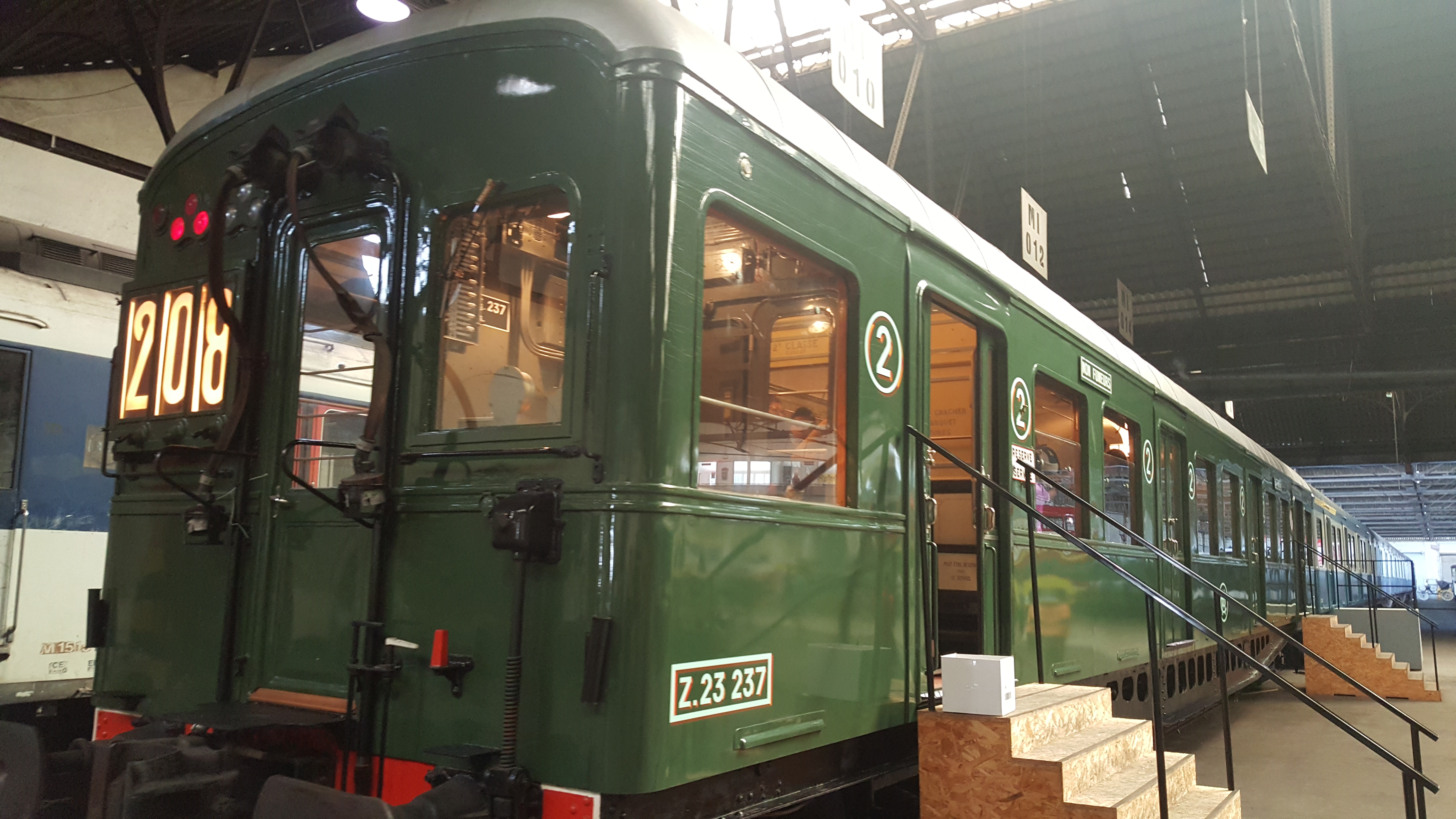
L'automotrice Z 23237 conservée dans la réserve de Villeneuve-Saint-Georges.

Les automotrices Z sont conçues par la CMP selon plusieurs principes, auxquels aucun matériel existant à l'époque ne répondait. Elles doivent posséder quatre portes par face pour réduire les temps d'échange des voyageurs, être adaptées aux quais hauts, avoir une longueur suffisante mais sans présenter de lacunes importantes à quai compte tenu des nombreuses courbes de la ligne de Sceaux, être légères pour obtenir de bonnes accélérations, et être dotées d'un équipement électrique moderne, simple et fiable.

## Automotrices préservées
- La Z 23461 est préservée en livrée d'origine à la Cité du train de Mulhouse.
- Cinq automotrices sont préservées par la RATP dans la réserve de Villeneuve-Saint-Georges[4]. Il s'agit de la Z 23237 restaurée en livrée vert extérieur, des Z 23342, Z 23312, Z 23326 et Z 23328, préservées dans leur livrée bleu et gris de fin de carrière. La Z 23237 a été récupérée après un projet de musée de la ligne de Sceaux (elle fut emmurée dans les granges du parc de Sceaux)[5],[6].
- La Z 23402, appartient à un particulier ; elle est garée en mauvais état à l’extérieur de la gare de Brétigny.

## Œuvres de fiction
Les Z 23000 apparaissent dans l'album S.O.S. Météores de la série de bande dessinée Blake et Mortimer, publié en 1959, et dans un épisode de la série télévisée Les Globe-trotters, filmé dans le 14e arrondissement de Paris.

## Modélisme
Les Éditions Atlas ont reproduit la Z 23237 de la CMP (modèle statique à l'échelle HO), no 4 de la collection « Automotrices des réseaux français ». Elles sont également annoncées à la même échelle par l'artisan Dutdut Productions. Ces modèles entièrement en laiton sont vendus montés, peints et décorés (séries très limitées) dans différentes versions.

## Galerie de photographies

Divers aspects de la Z 23237
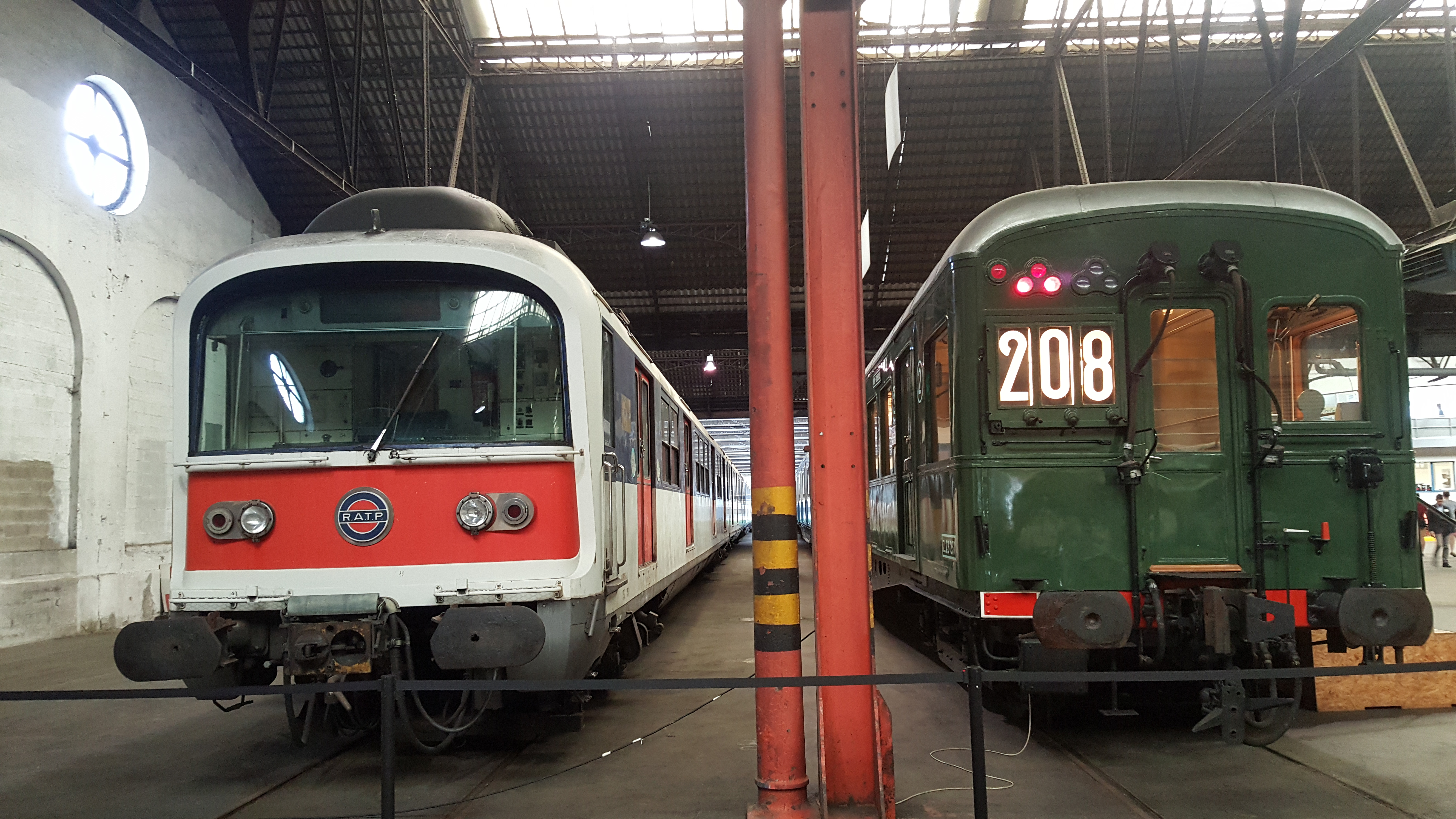
MS 61 (à gauche), Z 23237 (à droite).
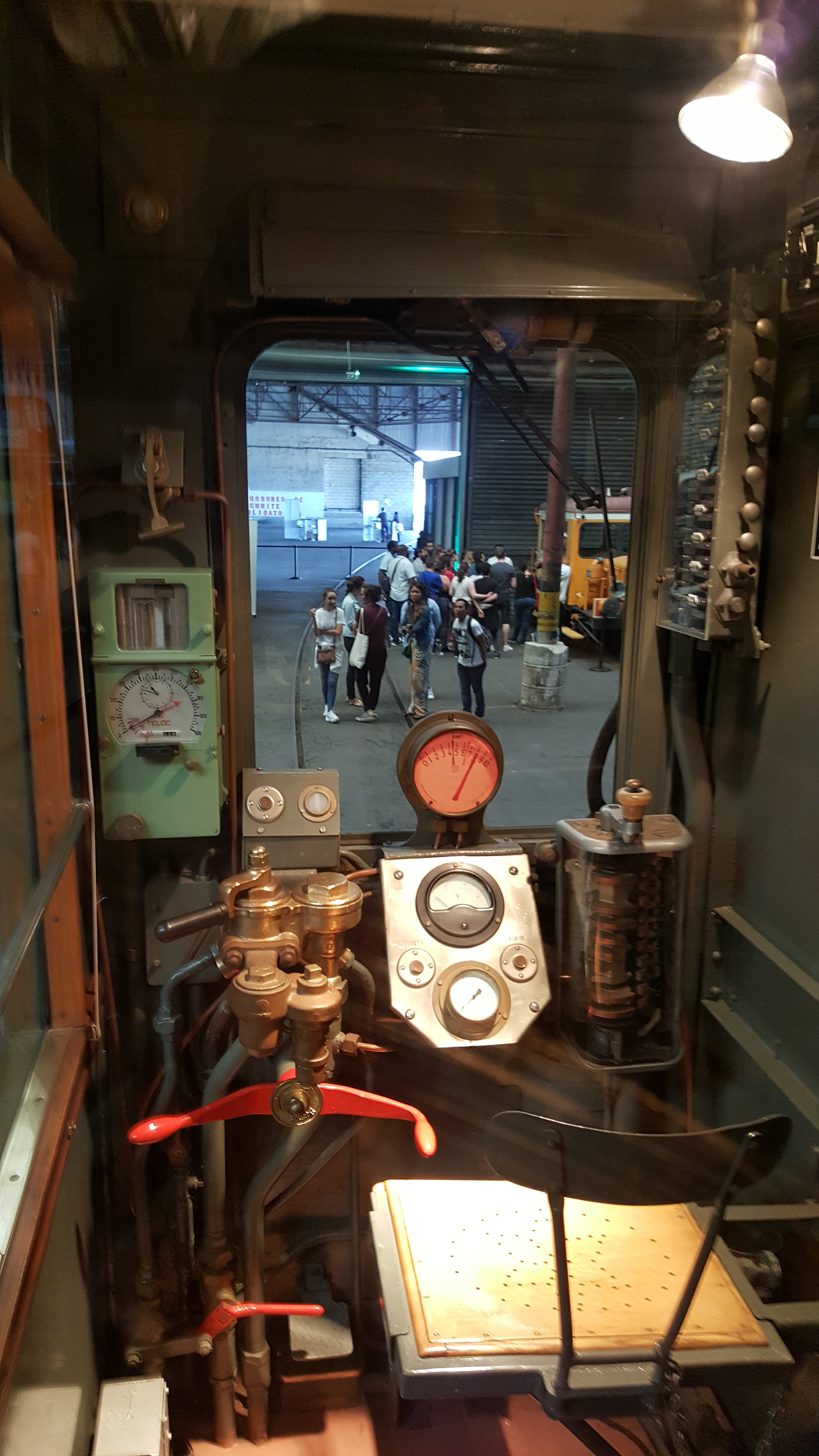
Cabine de conduite.
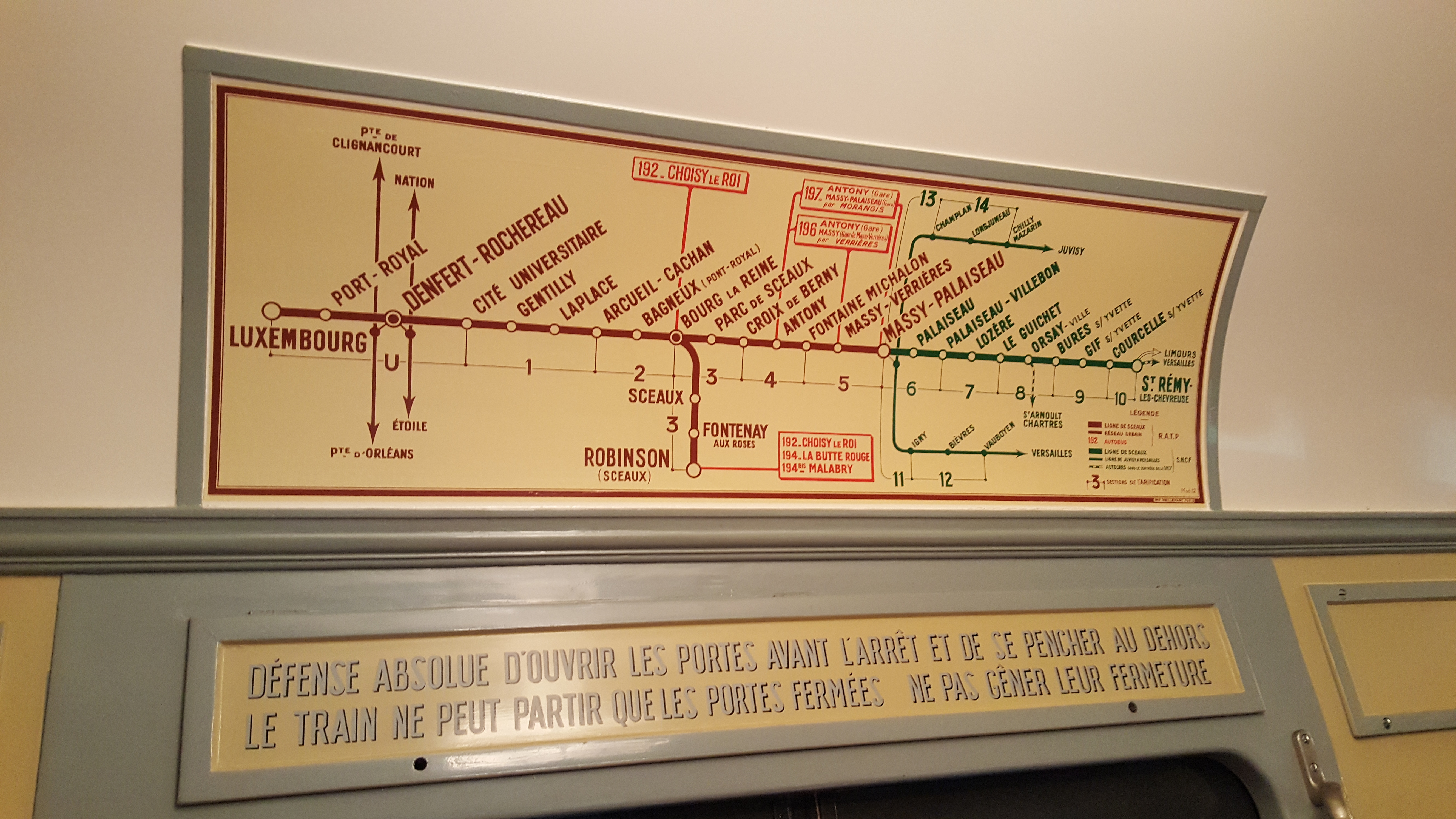
Plan de la ligne.
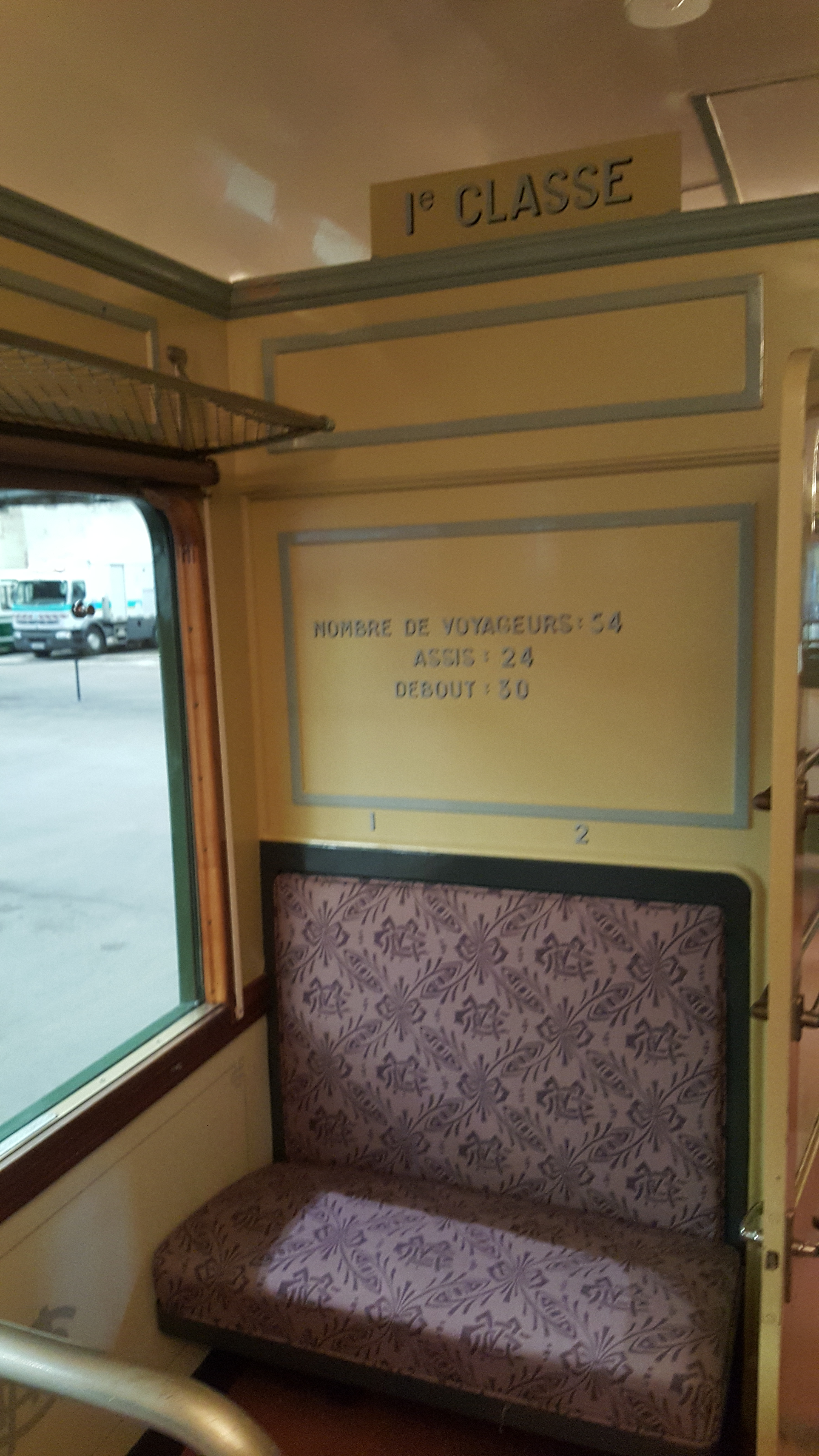
Siège de première classe.

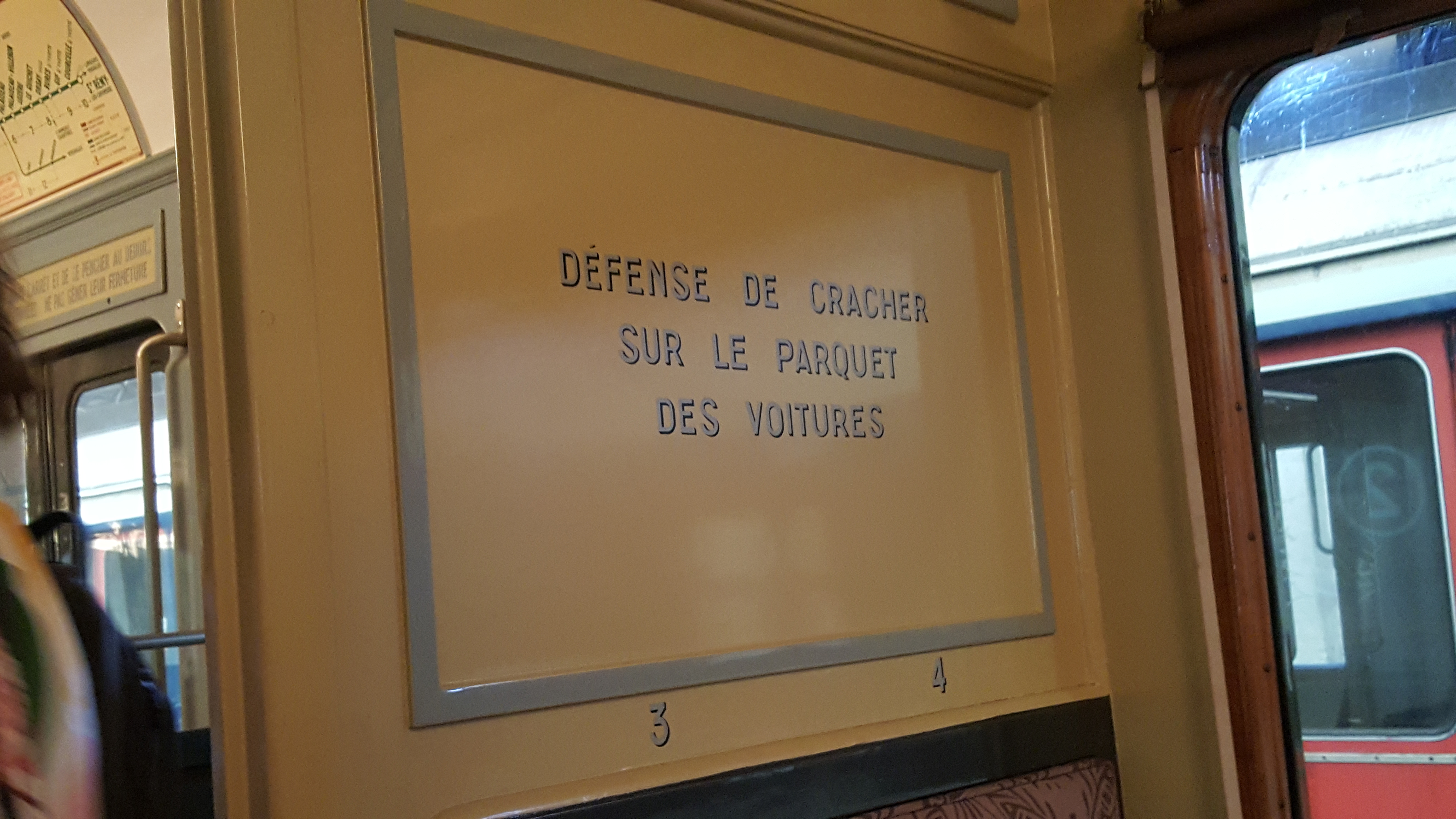
Défense de cracher.
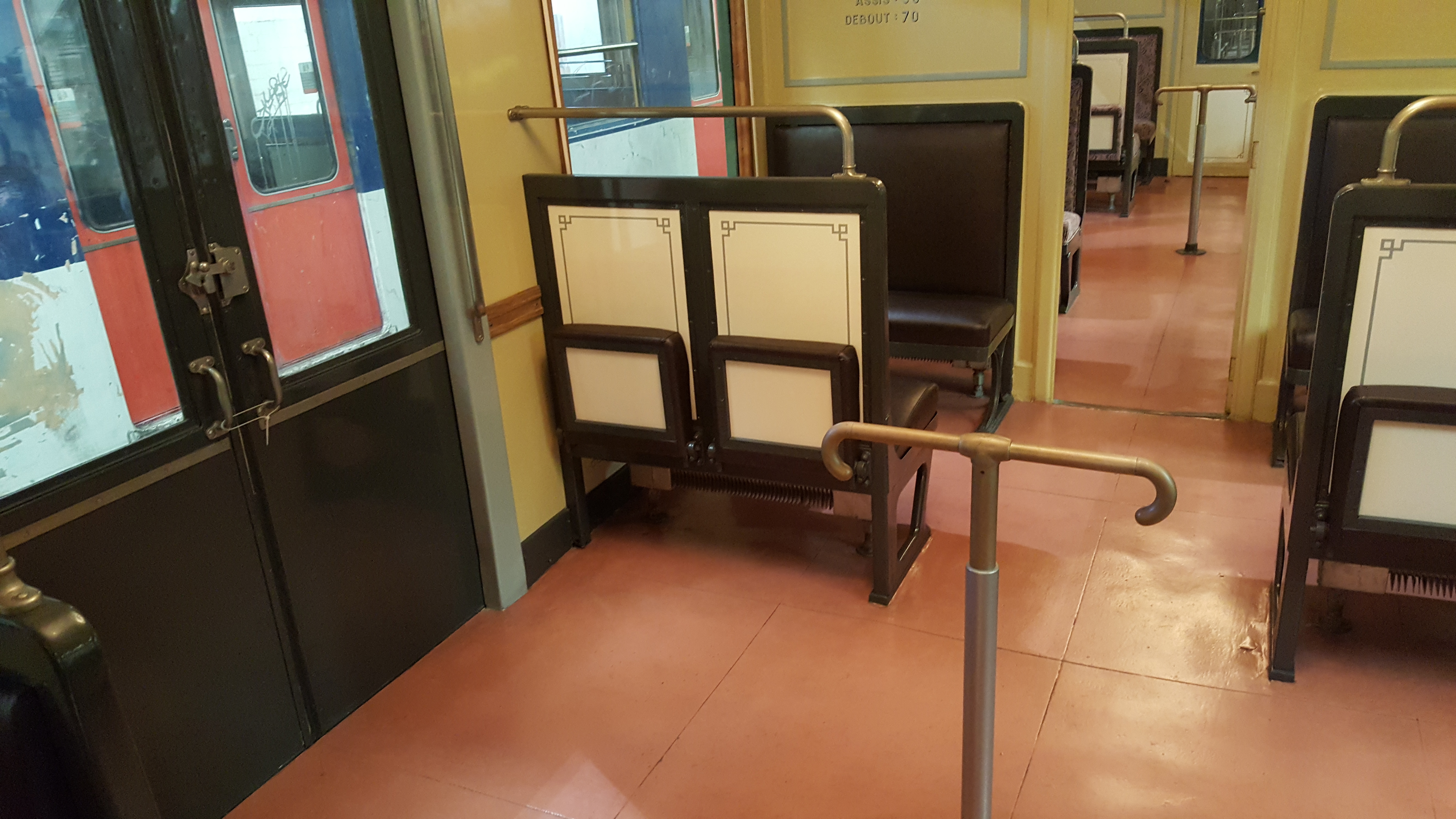
Sièges de seconde classe.
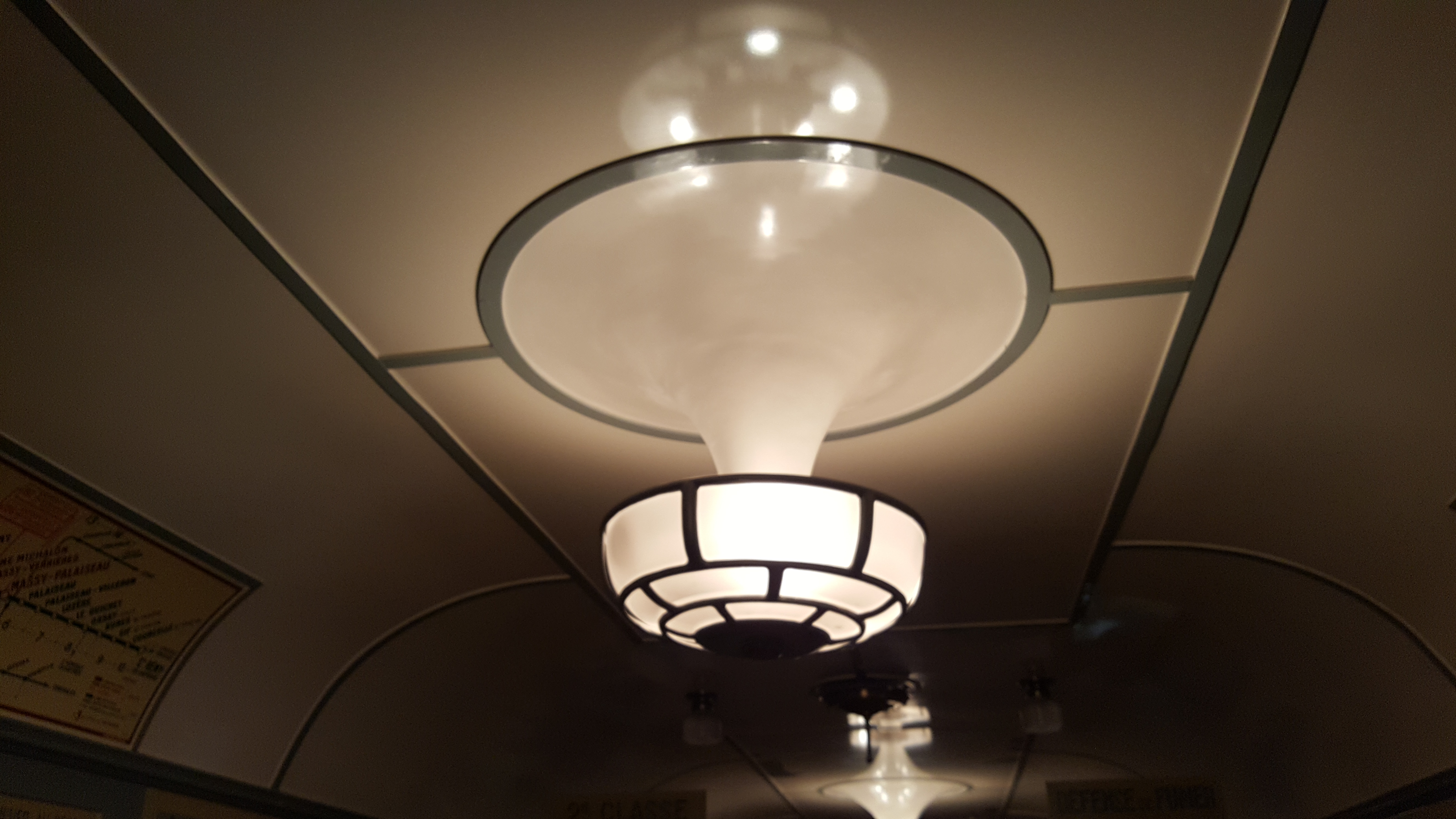
Lustre.